# 가나-오스트리아 관계
오스트리아와 가나의 외교 관계는 1957년 가나의 독립으로 거슬러 올라간다. 같은 해 수교를 맺은 두 국가는 무역, 개발, 문화 교류 등 다양한 분야에서의 협력으로 이어졌다. 오스트리아와 가나는 외교 및 관용 여권 소지자를 위한 비자 면제 협정을 포함하여 여러 협정 및 양해 각서에 서명했다. 양국은 유엔 등 국제기구에서도 협력하고 있다.

## 경제
오스트리아는 유럽에서 가나의 주요 무역 파트너 중 하나다. 가나는 주로 코코아, 금, 석유를 오스트리아에 수출하고 오스트리아는 기계와 의약품을 수출해왔다. 오스트리아 개발청(ADA)은 또한 농업, 임업 및 재생 에너지에 중점을 두고 가나의 개발 협력에 적극적으로 참여하고 있다. 2021년 한 해 동안 오스트리아가 가나에 수출한 상품은 1,658만 달러에 달한다.

## 서아프리카 국가 경제 공동체
2015년 1월, 가나와 오스트리아는 서아프리카 경제 공동체(ECOWAS)가 오스트리아와 맺은 협력 관계의 일환으로 오스트리아 장교를 위한 교육 과정 개설을 약속했다. 오스트리아 장교들은 아크라에 위치한 코피 아난 국제 평화 훈련 센터에서 정치 자문 과정을 수료할 수 있다.

## 정무
나나 아쿠포-아도 대통령은 빈에서 열린 2018년 아프리카-유럽 고위급 포럼과 2019년 R20 오스트리아 월드 서밋에 참여했다. 이 행사들에서 아쿠포-아도 대통령은 오스트리아 대통령 알렉산더 판데어벨렌과 양자 회담을 가졌다. 이전까지 양국의 유일한 고위급 회담은 2010년 오스트리아의 전직 국회의장인 바바라 프라머가 가나를 방문한 것이었다.

### 주오스트리아 가나 대사관
현재 필버트 존슨(Philbert Johnson)이 대사직을 맡고 있다.

### 주나이지리아 오스트리아 대사관
가나와 관련된 외교 업무는 나이지리아의 수도 아부자에 위치한 오스트리아 대사관이 담당하고 있다.